# Sitona brucki
Sitona brucki é uma espécie de insetos coleópteros polífagos pertencente à família Curculionidae.
A autoridade científica da espécie é Allard, tendo sido descrita no ano de 1870.
Trata-se de uma espécie presente no território português.